# Jacques Groag

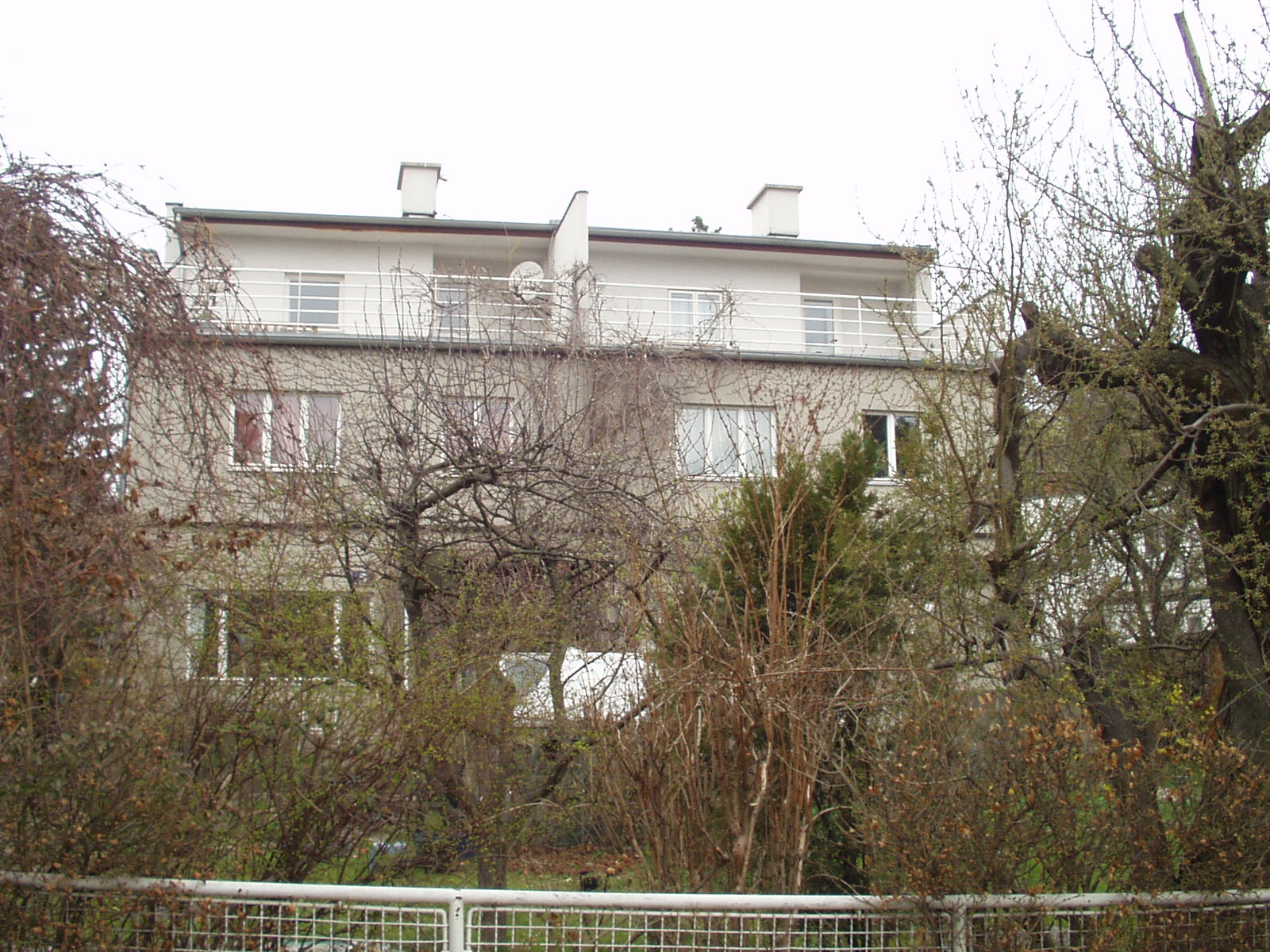
Haus in der Werkbundsiedlung Wien

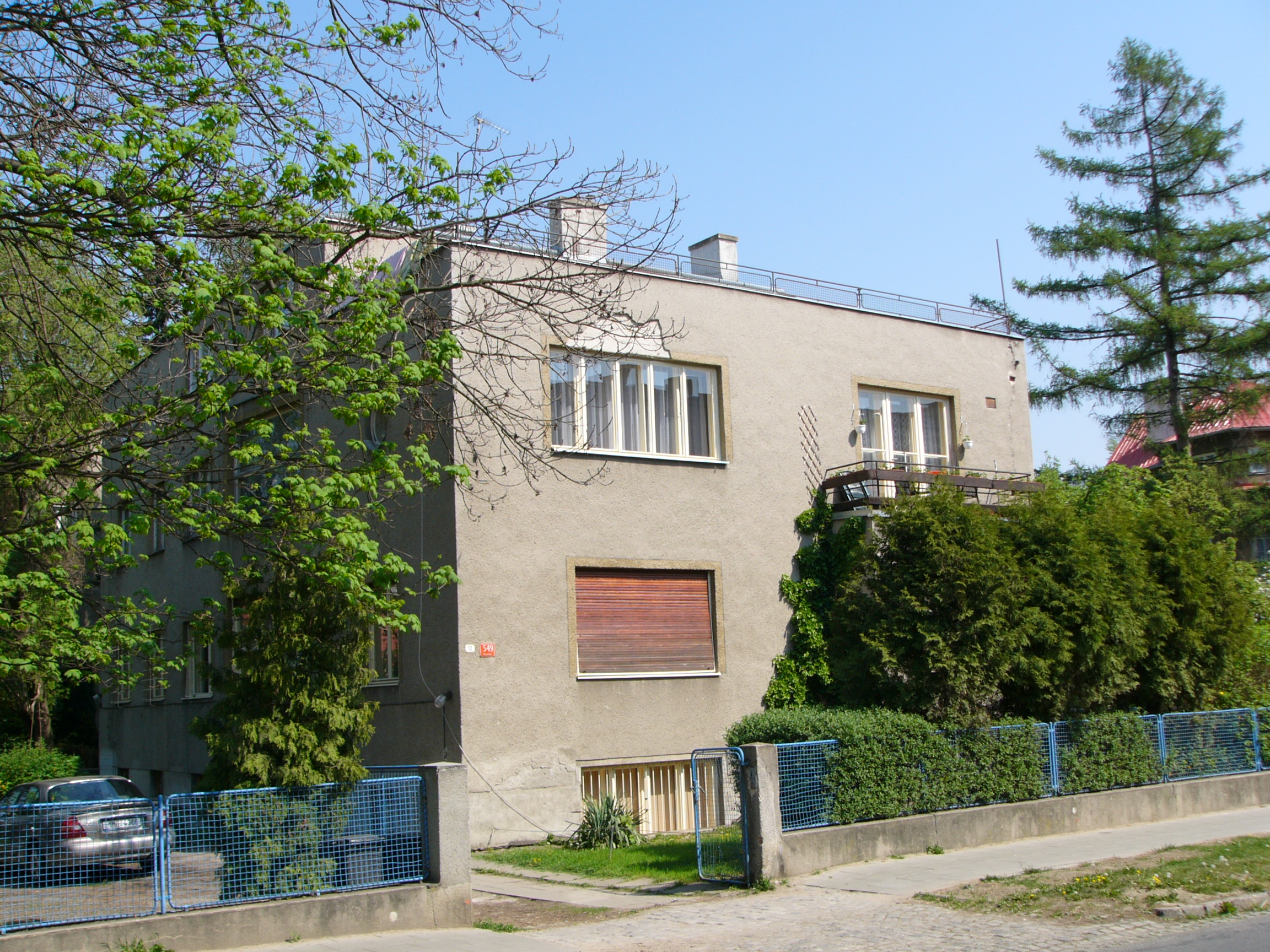
Haus Briess in Olmütz

Jacques Groag (geboren 5. Februar 1892 in Olmütz, Österreich-Ungarn; gestorben 28. Januar 1962 in London) war ein mährisch-britischer Architekt.

## Leben
Nach seinem Abitur auf dem deutschen Gymnasium in Olmütz und dem anschließenden Militärdienst ging Groag 1910 nach Wien, wo er Bauwesen bei Adolf Loos studierte. Während des Ersten Weltkrieges diente er bei der Artillerie.
Er lebte und arbeitete von 1926 bis 1938 als freier Architekt in Wien.
Von 1937 bis zu seinem Tod war er mit der Kunsthandwerkerin und Designerin Jacqueline Groag (1903–1986) verheiratet, die er in Wien kennengelernt hatte. Nach dem Anschluss Österreichs 1938 flüchtete das Ehepaar zuerst nach Prag, wo er als Architekt arbeitete, und dann 1939 nach Großbritannien. In London bauten sie sich eine neue Existenz auf.
Von 1940 bis 1962 als Innenarchitekten und Designer in London, 1947 erhielten sie die britische Staatsbürgerschaft, von 1955 bis 1960 Lehrtätigkeit an der Hammersmith School for Arts and Crafts, London.
Groags Schwester Johanna heiratete den Dirigenten Heinrich Jalowetz, die Textilkünstlerin Trude Guermonprez ist mithin eine Nichte.

## Bauten
- 1923: Umbau der Malzfabrik Groag in Olmütz / Olomouc
- 1926–1929: Bauausführung Palais Stonborough (Haus Wittgenstein) in Wien 3, Kundmanngasse 19 (Entwurf: Paul Engelmann und Ludwig Wittgenstein)
- 1927–1928: Bauausführung Villa Moller in Wien 18, Starkfriedgasse 19 (Entwurf: Adolf Loos)
- 1927: Villa Groag in Olmütz / Olomouc, Mozartova 454/36
- 1929: Haus Bermann in Olmütz / Olomouc, Vídeňská 959/18
- 1932: Doppelhaus Werkbundsiedlung in Wien 13, Woinovichgasse 5–7
- 1933: Haus Paula und Hans Briess in Olmütz / Olomouc, Na Vozovce 549/12
- 1933: Haus Dr. Gustav Stern in Perchtoldsdorf, Franz Josef-Straße 28
- 1935: Haus Rudolf Seidler in Olmütz / Olomouc, Václavkova 603/2
- 1935–1936: Landhaus Dr. Eisler in Ostrawitz / Ostravice 465
- 1936: Haus Franz Briess in Olmütz / Olomouc, Wellnerova 640/21
- 1937: Haus Spitzer in Skotschau / Skoczow
- 1937–1938: Arbeiterwohnsiedlung einer Chemiefabrik in Mährisch-Ostrau / Ostrava
- 1938: Haus Stibor (Šebor) in Prag, Na Hrebenkach 2365/41